# في الدائرة الأولى
في الدائرة الأولى (الروسية: В круге первом، رومنة: V kruge pervom)؛ ونُشرت أيضًا باسم (الدائرة الأولى) هي رواية للكاتب الروسي ألكسندر سولجنيتسين الحائز على جائزة نوبل للأدب سنة1970، صدرت عام 1968، وتصور الرواية حياة نزلاء مركز احتجاز شاراشكا، وهو مركز أيحاث وتطوير يقع في ضواحي موسكو ويعمل فيه سجناء جولاج من العلماء والفنيين أو الأكاديميين الذين اعتقلوا بموجب المادة 58 من قانون العقوبات الروسي في روسيا الاتحادية الاشتراكية السوفياتية، في عمليات التطهير التي قام بها يوزيف ستالين في أعقاب الحرب العالمية الثانية.

## شخصيات الرواية
- جينريخ نيرجين: الشخصية الرئيسية، مهندس صوتي وفيلسوف سابق، يُمثّل صوت الضمير الأخلاقي، ويُجسّد الصراع بين التعاون مع النظام أو الحفاظ على المبادئ.
- ليف روبين: عالم لغويات يهودي، ذكي وساخر، يُعاني من التهميش بسبب خلفيته، ويُعبّر عن التناقضات الفكرية داخل النظام السوفييتي.
- إينوكينتي فولودين: موظف في وزارة الخارجية، يُقدّم على أنه شخصية خارج "الشاراشكا"، لكنه يُشكّل نقطة انطلاق الأحداث بعد أن يُجري مكالمة سرية تُعرضه للاعتقال.
- ستالين: يظهر كشخصية رمزية في خلفية الرواية، ويُجسّد السلطة المطلقة التي تُراقب وتُعاقب، رغم أنه لا يشارك مباشرة في الأحداث.
- سجناء آخرون: مثل المهندسين والفنيين الذين يُظهرون مواقف متباينة بين الانصياع للنظام أو التمرد الصامت، ويُعبّرون عن تنوّع التجربة الإنسانية داخل المعتقل.[5]

## اقتباسات من الرواية
"في الشاراشكا، لا يُطلب من الإنسان أن يُفكّر، بل أن يُطيع." – يُجسّد هذا الاقتباس جوهر الحياة داخل مركز الاحتجاز، حيث تُقمع الإرادة الفردية لصالح السلطة.
"الحرية ليست امتيازًا، بل حقٌ يُنتزع." يُعبّر عن التوتر بين الحرية الشخصية والنظام القمعي، وهو من أبرز ثيمات الرواية.
"الضمير لا يُسجن، حتى لو سُجن الجسد." يُبرز الصراع الداخلي للشخصيات، خاصة نيرجين، في مواجهة السلطة دون فقدان المبادئ.

"في الدائرة الأولى من الجحيم، لا يُعذّب الجسد، بل تُختبر الروح." استعارة مستوحاة من الكوميديا الإلهية لدانتي، تُعبّر عن المفارقة في حياة السجناء المثقفين.

## الأخلاق في الرواية
في رواية في الدائرة الأولى للكاتب الروسي ألكسندر سولجنيتسين، تُشكّل الأخلاق محورًا جوهريًا في السرد، حيث يُجسّد الصراع بين الضمير الفردي والسلطة القمعية داخل النظام السوفييتي. الشخصيات، وعلى رأسها "نيرجين"، تواجه اختبارات أخلاقية حاسمة: هل يرضخون للسلطة ويُساهمون في مشاريعها السرية، أم يتمسكون بمبادئهم رغم العواقب؟ هذا التوتر يُعبّر عن الاختيار الأخلاقي في ظل القهر السياسي، ويُبرز كيف يمكن للإنسان أن يحافظ على كرامته الداخلية حتى في أكثر الظروف قسوة .الرواية تُظهر أن الأخلاق ليست مجرد مواقف نظرية، بل قرارات يومية تُحدّد مصير الفرد، وتُجسّدها اقتباسات مثل: "الضمير لا يُسجن، حتى لو سُجن الجسد." وهو تعبير عن أن الحرية الحقيقية تنبع من الداخل، لا من الخارج.

## أسلوب الرواية
تتميّز رواية في الدائرة الأولى للكاتب الروسي ألكسندر سولجنيتسين بأسلوب سردي واقعي وفلسفي يجمع بين التوثيق التاريخي والتأمل الأخلاقي، حيث يُقدّم الكاتب تجربة السجناء في مركز "شاراشكا" من خلال تعدّد الأصوات وتنوع الشخصيات، مع استخدام لغة دقيقة ومشحونة بالدلالات السياسية والإنسانية؛ ويعتمد سولجنيتسين على تقنيات مثل الحوار الداخلي والوصف التفصيلي ليُبرز التوتر بين الحرية والرقابة، ويُجسّد المفارقة بين امتيازات السجناء المثقفين ومعاناتهم النفسية، مستلهمًا عنوان الرواية من الكوميديا الإلهية لدانتي، ليُعبّر عن طبقة من الجحيم أقل قسوة لكنها لا تخلو من العذاب الروحي.

## في السينما
أخرج المخرج البولندي ألكسندر فورد فيلمًا باللغة الإنجليزية مقتبسًا من الرواية عام 1973. وعرف الفيلم فشلًا نقديًا وتجاريًا، بينما فاز الفيلم التلفزيوني الذي يستند إلى الرواية لعام 1992، بجائزة جمناي الكندية لأفضل تصوير في برنامج أو مسلسل درامي، من إخراج لاري شيلدون، تلقى ترشيحات لأفضل مسلسل درامي، وأفضل ممثل، وأفضل ممثلة، وأفضل كتابة في هذه الفئة. قام ببطولته فيكتور جاربر وكريستوفر بلامر وروبرت باول ودومينيك راكه مع موراي أبراهام بدور ستالين.

## الترجمات
- هنري كارليسلي وأولغا كارلايل
- مايكل جيبون (1968)